# Hřib kříšť
Hřib kříšť (Caloboletus calopus (Pers.) Vizzini 2014) je nejedlá houba z čeledi hřibovitých. Řadí se do sekce Calopodes a mezi modrající a barevné hřiby.

## Synonyma
- Boletus pachypussensu NCL 1960
- Tubiporus calopus(Fr.) Maire 1937
- žid – lidový název[1]
- sviňák (na Šumavě–Zadovsku)[2]

## Vzhled

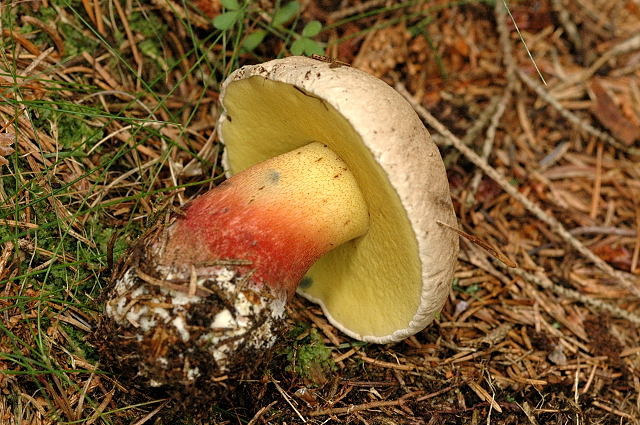
Póry jsou zbarveny žlutě (nikoli červeně nebo oranžově)

### Makroskopický
Klobouk dosahuje 30 až 150 milimetrů v průměru, v mládí je polokulovitý, později polštářovitý, různě zprohýbaný, suchý, jemně sametový, později lysý, barvy světle hnědé, žlutohnědé, olivově hnědé až šedohnědé. Okraj je v mládí dlouho podvinutý.
Rourky jsou středně dlouhé, zprvu světle žluté, později citrónově žluté až špinavě olivově žluté. Póry stejné barvy. Po poranění nebo otlačení modrají nebo modrozelenají. Kolem třeně jsou vmačklé, jakoby vykrojené.
Třeň je 30 až 150 mm vysoký, 10 až 50 mm tlustý, v mládí břichatý, později kyjovitý až válcovitý, ke špičce ztenčený. V horní části žlutavý, v dolní části má často pěknou krvavou barvu, někdy je i celý červený a na bázi až hnědočervený. Má plasticky vystupující síťku stejné barvy jako podklad. Po otlačení modrá.
Dužnina je bělavá nebo nažloutlá, v bázi třeně až špinavě červená, na řezu přechází rychle do modrozelena. Brzy se však odbarvuje. Chuť je zpočátku nasládlá, posléze výrazně hořká. Vůně nevýrazná, houbová.

### Mikroskopický
Výtrusný prach světle okrový až hnědofialový, spory elipsoidně vřetenovité, barvy žlutoolivové, velikosti 12 - 16 × 4,5 - 5,5 µm.

## Výskyt
Roste především ve vyšších polohách pod jehličnany (smrky a borovicemi), může se ale objevit i v nížinách pod listnatými stromy. Preferuje kyselé půdy. Pilát jej řadil mezi houby horských smrčin. Fruktifikuje od června do října.

## Rozšíření
Vyskytuje se v Evropě, Severní Americe (USA, Kanada) a Asii (Japonsko). Z Evropských zemí jsou uváděné: Belgie, Česko, Dánsko, Francie, Gibraltar, Chorvatsko, Irsko, Itálie, Lucembursko, Maďarsko, Německo, Norsko, Polsko, Portugalsko, Rakousko, Slovensko, Slovinsko, Spojené království (plus ostrov Man), Španělsko, Švédsko a Švýcarsko.

## Záměna
Někteří houbaři jej mylně považují za hřib satan, který se však nevyskytuje v horských oblastech pod jehličnany, ale v teplých nížinách pod listnáči na vápenitých půdách. Záměnu s jedlými modráky lze vyloučit podle barvy pórů, které jsou v případě kříště žluté, nikoli červené. Podle výrazně hořké dužniny lze vyloučit záměnu se všemi podobnými druhy, které se vyskytují v České republice, s výjimkou hřibu medotrpkého.
- hřib satan (Rubroboletus satanas) – odlišná ekologie (teplé oblasti na vápenci, pod listnáči), červené póry
- hřib Moserův (Rubroboletus moserii) – vápenité podloží, růžové tóny klobouku, velmi vzácný
- hřib koloděj (Suillellus luridus) – spíše pod listnáči, červené póry
- hřib kovář (Neoboletus luridiformis) – červené póry, obvykle tmavší klobouk, postrádá síťku na třeni
- hřib medotrpký (Caloboletus radicans) – pouze v nížinách pod listnáči

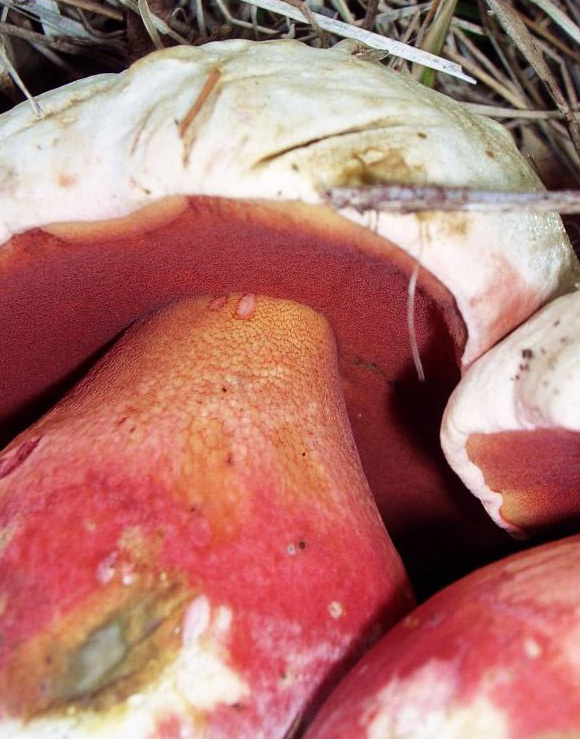
hřib satan
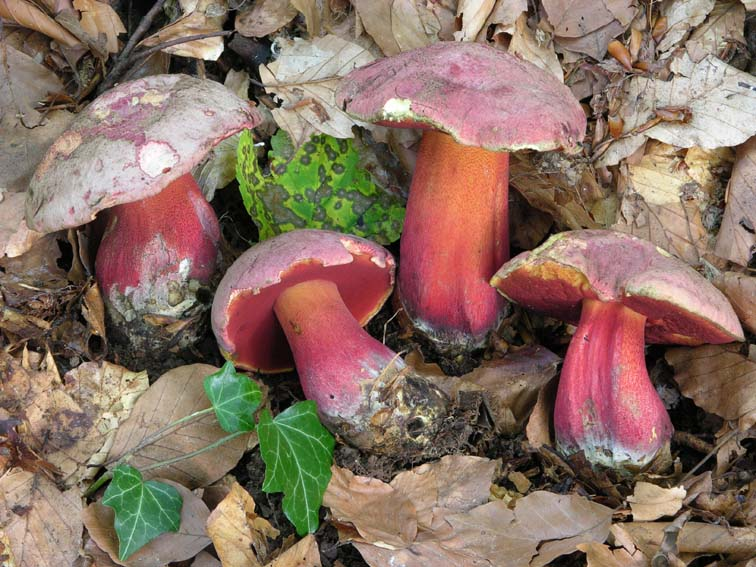
hřib Moserův
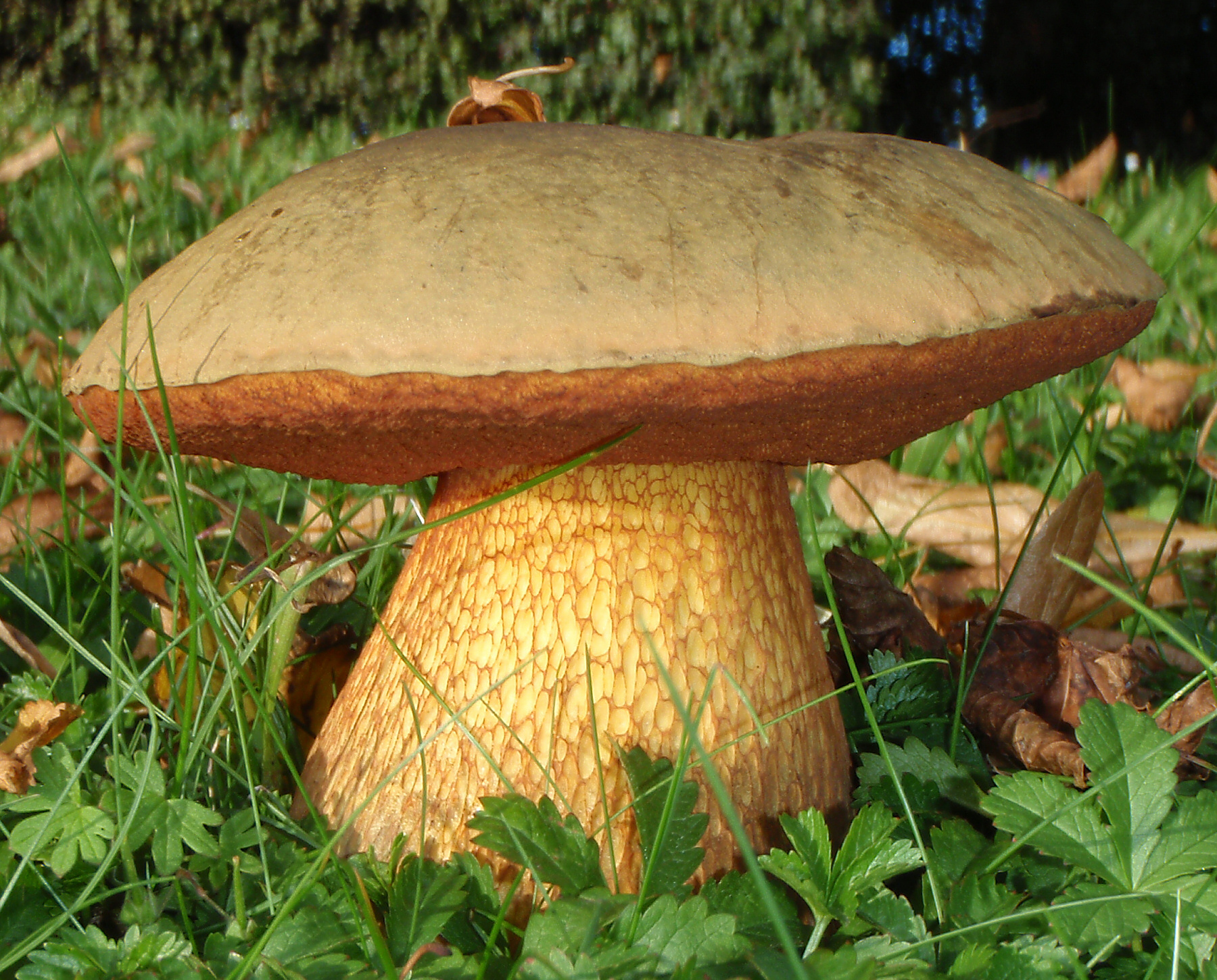
hřib koloděj
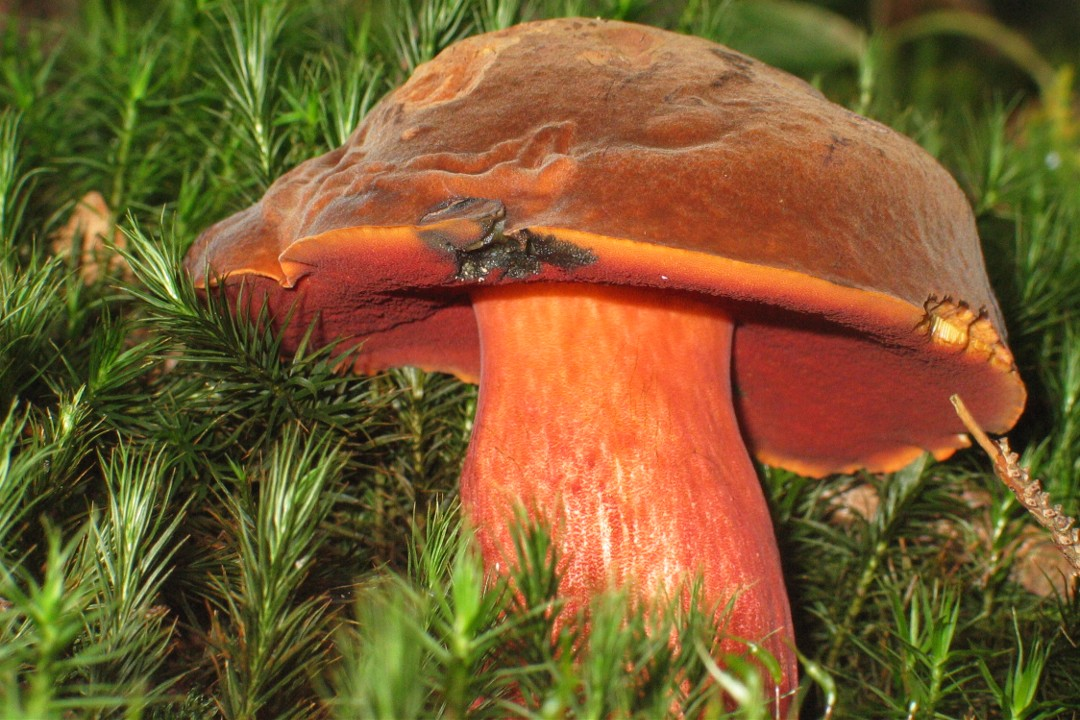
hřib kovář
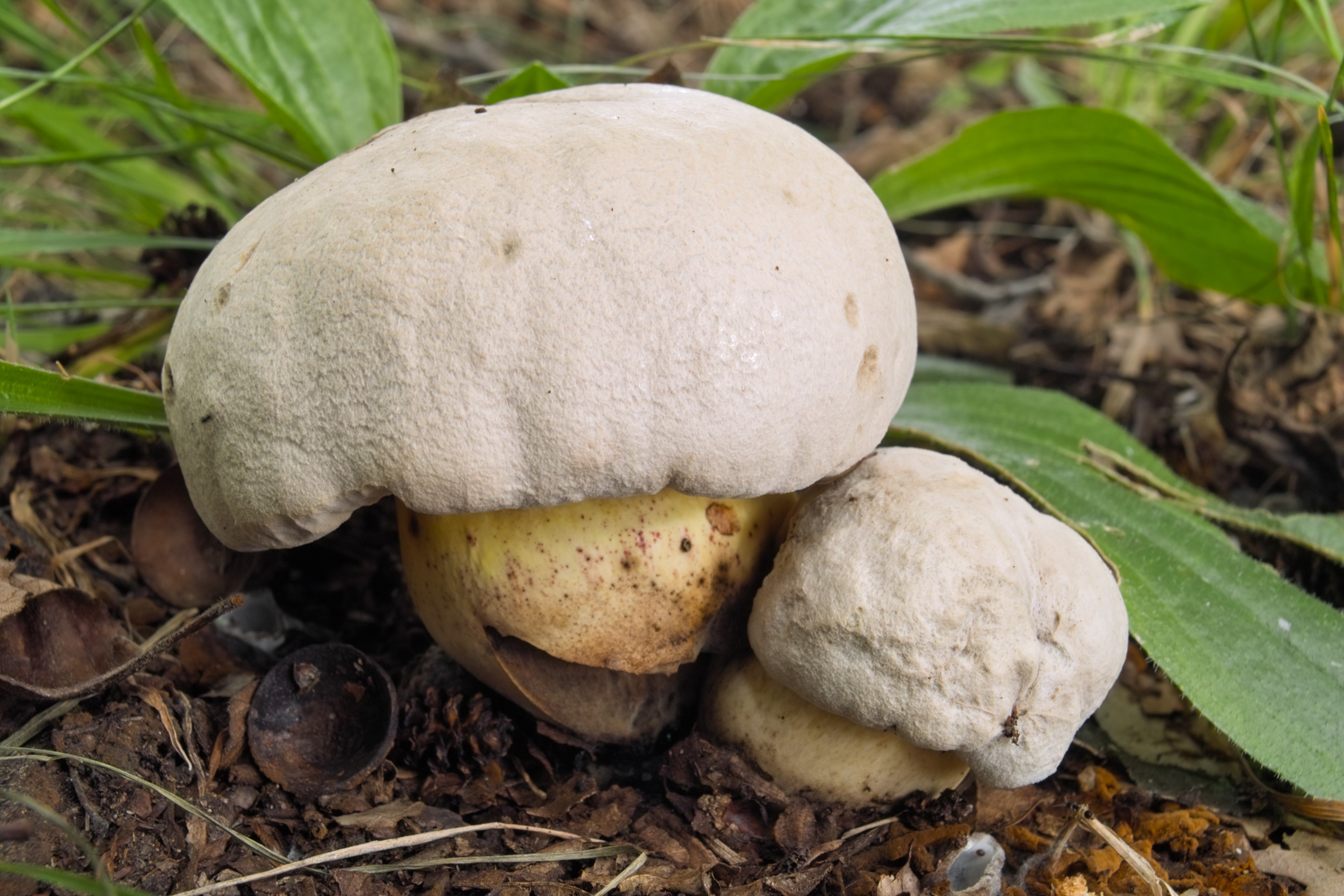
hřib medotrpký

### Boletus calopus f. candicans
Světle zbarvená forma s bělavým kloboukem a žlutavým třeněm, která se zřídka objevuje v podhorských lesích, byla popsána pod názvem Boletus calopus f. candicans Fr..

### Boletus calopus f. ereticulatus
Forma, která se vyznačuje rudě zbarveným třeněm bez síťkování, byla popsána jako Boletus calopus f. ereticulatus Estadès et Lannoy 2001.